# Buellia sanguinolenta
Buellia sanguinolenta är en lavart som beskrevs av T. Schauer. Buellia sanguinolenta ingår i släktet Buellia och familjen Physciaceae.   Inga underarter finns listade i Catalogue of Life.